# Cendajuru
Cendajuru är en kommun i Burundi. Den ligger i provinsen Cankuzo, i den östra delen av landet, 140 kilometer öster om Burundis största stad Bujumbura.